# Lauren Adams (actriz)
Lauren Conlin Adams (nacida el 7 de agosto de 1982) es una actriz e improvisadora estadounidense que vive en la ciudad de Nueva York.

## Temprana edad y educación
Adams nació en Washington D. C. en 1982 y creció en Potomac, Maryland. Se graduó de la Universidad Elon en Carolina del Norte con un BFA en 2004.

## Carrera
Adams ha estudiado en la Upright Citizens Brigade desde agosto de 2007 con Bobby Moynihan, Lennon Parham, Zach Woods, Michael Delaney, Anthony King y Chris Gethard. En UCB, Lauren actuó Oscarbait y fue miembro del ex Maude Team Slow Burn y del ex Harold Teams Johnny Romance y Sherlock & Cookies. Todavía actúa regularmente como miembro del Teatro Upright Citizens Brigade.
En la serie de Netflix Unbreakable Kimmy Schmidt, Adams interpretó a Gretchen Chalker, una miembro voluntaria y demasiado entusiasta de la secta, que creía todo lo que le decían y que no logró adaptarse a la vida fuera de una secta. Adams también apareció en un episodio de The Break with Michelle Wolf titulado "Malas opiniones", en una parodia sobre la sección de opinión del New York Times.

## Filmografía

### Películas
| Año  | Título                       | Role                | Notas |
| ---- | ---------------------------- | ------------------- | ----- |
| 2013 | A New McDonalds              | Lucy                |       |
| 2017 | (Romance) in the Digital Age | Rosa                |       |
| 2019 | Greener Grass                | Erika / Cheryl Hoad |       |

### Televisión
| Año       | Título                                           | Role                      | Notas                                |
| --------- | ------------------------------------------------ | ------------------------- | ------------------------------------ |
| 2009      | Nice Brothers                                    | Interviewer               | Episodio: "The Nice Brothers Part 2" |
| 2011      | Musicals in Real Life                            | iPad Woman                | 2 episodios                          |
| 2011–2015 | CollegeHumor Originals                           | Various                   | 6 episodios                          |
| 2012      | Jest Originals                                   | Leslie / Hippie / Cashier | 3 episodios                          |
| 2012      | The B.S. of A. with Brian Sack                   | Various                   | 5 episodios; also writer             |
| 2013      | Very Mary-Kate                                   | Stand-In                  | Episodio: "Instagram"                |
| 2013      | Pursuit of Sexiness                              | Shop Girl                 | Episodio: "Thrift Shop"              |
| 2014      | Improv Everywhere Originals                      | Olympic Runner            | Episodio: "Surprise Torch Run"       |
| 2014      | Above Average Presents                           | Lauren                    | 3 episodios                          |
| 2014      | Good Dads                                        | Park Mom                  | Película de televisión               |
| 2015      | I Hate Being Single                              | Lonely Bridesmaid         | Episodio: "Marriage Meat"            |
| 2015      | Nepotism                                         | Crafty Extra              | Episodio: "Extra Crafty"             |
| 2015–2019 | Unbreakable Kimmy Schmidt                        | Gretchen Chalker          | 20 episodios                         |
| 2016      | Netflix Presents: The Characters                 | Laura                     | Episodio: "Natasha Rothwell"         |
| 2016      | Deadbeat                                         | Carol                     | 3 episodios                          |
| 2018      | Myrtle & Willoughby                              | ShackR Lady               | Episodio: "#Chase"                   |
| 2019      | Last Week Tonight with John Oliver               | Homeowner's friend        | Episodio: "Mobile Homes"             |
| 2019      | Adam Ruins Everything                            | Lady Liberty              | Episodio: "Adam Ruins America"       |
| 2019      | Modern Family                                    | Campbell                  | Episodio: "Tree's a Crowd"           |
| 2020      | Unbreakable Kimmy Schmidt: Kimmy vs the Reverend | Gretchen Chalker          | Película de televisión               |